# Кудреватых, Иван Евстигнеевич
Ива́н Евстигне́евич Кудрева́тых (2 [15] сентября 1916, Старица, Вятская губерния — 23 февраля 1945, Познань) — командир пулемётного отделения 236-го гвардейского стрелкового полка (74-я гвардейская стрелковая дивизия, 8-я гвардейская армия, вначале 3-й Украинский фронт, затем 1-й Белорусский фронт), гвардии старший сержант.

## Биография
Иван Евстигнеевич Кудреватых родился в крестьянской семье в селе Старица Котельнического уезда Вятской губернии (в настоящее время Свечинский район Кировской области). Окончил 4 класса школы. Работал в колхозе.
Черновским райвоенкоматом Кировской области в 1942 году он был призван в ряды Красной армии. С 1942 года на фронтах Великой Отечественной войны.
Приказом по 9-й гвардейской танковой бригаде (Юго-Западный фронт) от 19 сентября 1943 года он был награждён медалью «За боевые заслуги», за то, что в бою 25 августа 1943 года, работая вторым номером и отбивая ожесточённую контратаку противника, огнём орудия уничтожил несколько десятков солдат противника.
Пулемётчик, гвардии рядовой Кудреватых, отражая натиск противника 17 мая 1944 года у села Шерпены (30 км юго-восточнее города Дубоссары, уничтожил до 20 солдат. Контратака противника была сорвана. Приказом по 74-й гвардейской стрелковой дивизии от 28 мая 1944 года он был награждён орденом Славы 3-й степени.
При штурме города Лодзь в Польше командир пулемётного отделения гвардии старший сержант Кудреватых 19 января 1945 года, находясь в боевых порядках пехоты, огнём из автомата уничтожил свыше 10 солдат противника. С началом штурма и освобождения города-крепости Познань, превращённого противником в мощный укреплённый узел сопротивления , 24 января 1945 года в предместье города выдвинулся с пулеметом вперед и поразил много солдат противника. Приказом по войскам 8-й гвардейской армии от 17 марта 1945 года он был награждён орденом Славы 2-й степени.
В уличных боях в Познани 26 января 1945 года гвардии старший сержант Кудреватых заменил раненого командира взвода и повел бойцов в атаку на здания, приспособленные противником к круговой обороне. 29 января 1945 года вместе с другими пулеметчиками при штурме укреплений цитадели первым ворвался внутрь крепости и завязал бой в её подвалах. После часовой схватки оставшиеся в живых 20 солдат противника были взяты в плен. Кудреватых получил ранение, но поле боя не покинул. 23 февраля 1945 года пулеметным огнём поддерживал штурмовые группы до момента окончательного разгрома гарнизона крепости.
Гвардии старший сержант Иван Евстигнеевич Кудреватых погиб при штурме города-крепости Познань 23 февраля 1945 года

## Память
- Похоронен на воинском мемориальном кладбище «Цитадель» в Познани.